# Гюнцбург (район)
Гюнцбург (нім. Günzburg) — район в Німеччині, у складі округу Швабія федеральної землі Баварія. Адміністративний центр — місто Гюнцбург.

## Населення
Населення району становить 127 342 осіб (станом на 31 грудня 2020).

## Адміністративний поділ
Район складається з 6 міст (нім. Städte), 7 торговельних громад (нім. Märkte) та 21 громади (нім. Gemeinden):
| Міста 1. Бургау (10159) 2. Гюнцбург (20958) 3. Іхенгаузен (9174) 4. Крумбах (13568) 5. Ляйпгайм (7326) 6. Таннгаузен (6351) Громади 1. Айхен (1144) 2. Алетсгаузен (1174) 3. Бальцгаузен (1180) 4. Біберталь (4965) 5. Брайтенталь (1251) 6. Бубесгайм (1547) 7. Вальтенгаузен (752) 8. Візенбах (986) 9. Вінтербах (745) 10. Гальденванг (2033) 11. Гундреммінген (1352) 12. Дайзенгаузен (1472) 13. Дюррлауїнген (1643) 14. Еберсгаузен (598) 15. Елльце (1194) 16. Каммельталь (3351) 17. Кец (3254) 18. Ланденсберг (700) 19. Реттенбах (1684) 20. Рефінген (1156) 21. Урсберг (3256) | Торговельні громади 1. Буртенбах (3382) 2. Вальдштеттен (1250) 3. Єттінген-Шеппах (7141) 4. Мюнстергаузен (1986) 5. Нойбург-ан-дер-Каммель (3146) 6. Оффінген (4295) 7. Циметсгаузен (3169) Об'єднання громад 1. Гальденванг (громади Дюррлауйнген, Гальденванг, Ланденсберг, Рефінген та Вінтербах) 2. Іхенгаузен (місто Іхенгаузен, торговельна громада Вальдштеттен та громада Елльце) 3. Кец (громади Бубесгайм та Кец) 4. Крумбах (Швабен) (громади Алетсгаузен, Брайтенталь, Дайзенгаузен, Еберсгаузен, Вальтенгаузен та Візенбах) 5. Оффінген (торговельна громада Оффінген та громади Гундреммінген та Реттенбах) 6. Таннгаузен (місто Таннгаузен, торговельна громада Мюнстергаузен та громада Бальцгаузен) 7. Циметсгаузен (торговельна громада Циметсгаузен та громада Айхен) |

Дані про населення наведені станом на 31 грудня 2020.